# EXPAL BRFA 330
EXPAL BRFA 330 – hiszpańska bomba przeciwbetonowa wagomiaru 330 kg. Dzięki zastosowaniu spadochronu hamującego może być zrzucana z małych wysokości, a dzięki zastosowaniu przyspieszacza rakietowego uzyskano wysoką przebijalność. BRFA 330 jest w stanie przebić do 60 cm zbrojonego betonu. Bomba jest przenoszona przez samoloty VA-1 Matador, EAV-8B Harrier II, F-5 Freedom Fighter, Mirage F1 i F/A-18 Hornet.